# Osobní webová stránka
Osobní webová stránka je v informatice označení pro webové stránky určité osoby. Obvykle prezentují svého vlastníka (jeho názory, jeho tvorbu), ale mohou sloužit i pro podporu jeho kariéry jako součást elektronického portfolia. Může se jednat o jedinou stránku, ale i o širokou kolekci webových stránek (např. blog).
Tyto výrazy se obvykle nevztahují pouze na jednu „stránku“ nebo soubor HTML, ale na soubor webových stránek a souvisejících souborů pod společnou adresou URL nebo webovou adresou. Čistě technicky řečeno, skutečná domovská stránka webu (indexová stránka) často obsahuje pouze řídký obsah s nějakým chytlavým úvodním materiálem a slouží většinou jako ukazatel nebo obsah na obsahově bohatší stránky uvnitř, jako jsou životopisy, rodina, koníčky, rodinná genealogie, webový deník/deník ("blog"), názory, online deníky a deníky nebo jiná psaní, příklady písemných prací, digitální zvukové klipy, digitální videoklipy, digitální fotografie nebo informace o jiných zájmech uživatele. Mnoho osobních stránek obsahuje pouze informace, které zajímají přátele a rodinu autora. Některé webové stránky vytvořené fandy nebo nadšenci určitých oborů však mohou být cennými aktuálními webovými adresáři.